# Далекосхідні поселення українців
Далекосхідні поселення українців — поселення українців на Далекому Сході Азії. До Далекого Сходу належить східна частина території РФ (Російський Далекий Схід), східна частина території Китаю, території Кореї (КНДР і Республіка Корея), території Японії. Російська частина Далекого Сходу (а це 30 відсотків території Росії) охоплює сучасні Приморський та Хабаровський краї, Амурську, Сахалінську, Магаданську та Камчатську області, Коряцький автономний округ,  Єврейську автономну область, Чукотський автономний округ, східні частини Якутії та Читинської області.

## Історія
Формування українських поселень на Далекому Сході почалося з приєднання частини цих земель до Російської імперії за Айгунським (8 грудня 1858) та Пекінським (2 листопада 1860) договорами Російської імперії з Китаєм. Спочатку міграція українців на російський Далекий Схід була спорадичною. Масовою вона стала від 1883 року, коли розпочався морський рейс (див. Добровільний флот) з Одеси до Владивостока. Протягом 1883—97 років за цим маршрутом відбуло з України 754 родини (4688 осіб) за казенний кошт і 3552 родини (24 405 осіб) за власний кошт, які заснували на далекосхідних землях 86 поселень. Після спорудження Транссибірської залізниці, яка з'єднала (через Китай) Владивосток із центральними губерніями Росії, та надання переселенцям спеціальних пільг міграція на Далекий Схід посилилася. Серед переселенців, які прибули на Далекий Схід упродовж 1906—17 років, вихідці з українських губерній становили 166 873 особи (60,42 % усіх переселенців). Загалом протягом 1858—1916 з українських губерній на Далекий Схід переселилося понад 276 тис. осіб (56,54 % загального потоку). Там українці заснували, переважно на території нинішніх Приморського та Хабаровського країв і Амурської області, села: Черніговка, Кириловка, Сергєєвка, Покровка, Ракитно, Ромни, Березовка, Іванковці, Богословка та ін. За доби СРСР причинами переселень, окрім суто економічних (аграрне перенаселення, безземелля й малоземелля на історичній батьківщині), також стали: голод 1921—1923 в УСРР, колективізація сільського господарства,  голодомор 1932—1933 в УСРР, політичні репресії 1930-х рр. та повоєнного часу, оргнабори (значна кількість українців — висококваліфікованих фахівців, учених, діячів науки та культури — потрапила на Далекий Схід за переведенням). Загалом, однак, кількість переселенців-українців, які прибували на Далекий Схід під впливом економічних чинників, переважала кількість примусово висланих.
За даними переписів, на Далекому Сході налічувалося: 1926 — 315 тис., 1939 — 362 тис., 1959 — 441,5 тис., 1970 — 398,1 тис., 1979 — 493,0 тис., 1989 — 620,5 тис. українців. Найбільш заселеним українцями став Зелений клин. 1989 року питома вага українців, наприклад, у Дальнорєчєнському районі становила 23,3 %, у Лєсозаводському — 19,5 %, у Хорольському — 16,2 %, Яковлєвському — 15,7 %, Спаському — 14,7 %, Ханкайському — 14,6 %, Черніговському — 13,8 %, Кіровському — 13,7 %, Михайловському — 12,8 %, Партизанському — 11,3 %, Уссурійському — 10,9 %, Пограничному — 10,6 %, Ольгинському — 10,4 %. Частка українців на російському Далекому Сході, які вважають рідною мовою українську, 1989 року становила 40,6 % і коливалася в окремих районах від 34,2 до 49,4 %.
Унаслідок цілеспрямованої еміграції українські поселення свого часу сформувалися також у Китаї й проіснували там майже півстоліття. Наприкінці 19 ст. досить великі групи українців почали прибувати в північно-східну частину Китаю — Маньчжурію. Тут вони працювали спочатку будівельниками, а згодом службовцями Китайсько-Східної залізниці (нині Харбінська залізниця), яку проклала й якою управляла Росія за домовленістю з китайським урядом. Значна група українців прибула в Маньчжурію з Туркестану разом із генералом Д. Хорватом, де під його керівництвом брала участь у будівництві Закаспійської залізниці. Найбільше українських поселенців осіло в Харбіні (місто засноване 1898). За непрямими підрахунками, в 1920—30-х рр. у Харбіні проживало понад 15 тис., а загалом у Маньчжурії (Харбін, Дайрен, Мукден, Гірін та ін.), за різними оцінками, — від 30 до 45 тис. українців.
Поза Маньчжурією українські громади в Китаї в 1920—40-х рр. існували в Шанхаї, Тяньцзіні, Циндао та Ганьгоу. В Шанхаї, зокрема, проживало близько 4 тис. українців.

## Національне та громадське життя
Українське національне життя на Далекому Сході розвивалося нерівномірно. В його історії можна виділити шість періодів: 1) від перших переселень до 1917; 2) 1917—1922; 3) 1922—1931; 4) 1931—33 (період проведення українізації); 5) 1933 — до початку 1990-х рр.; 6) від початку 1990-х рр.

#### до 1917
До 1917 українське громадське життя на Далекому Сході мало виключно культурно-просвітницький характер і концентрувалося в Українському клубі в Харбіні та довкола драматичних гуртків, що їх створювали українці в тимчасових поселеннях, розташованих уздовж залізниці. В Примор'ї центрами громадського життя того періоду були: «Студенческое общество украинцев» при Східному (Орієнтальному) інституті на чолі з Костем Андрущенком, гурток при Народному домі у Владивостоці та Український клуб у Благовєщенську. У 1917—21 роках на всій території Далекого Сходу культурно-освітня праця поєднувалася з політичною. У 1917—18 було проведено чотири Далекосхідних українських з'їзди: 1-й — (11—14 червня 1917) у місті Нікольськ-Уссурійський, 2-й і 3-й — у Хабаровську (4—7 січня 1918 і 7—12 квітня 1918), 4-й — у Владивостоку (24 жовтня 1918). На 3-му з'їзді створено Українську далекосхідну крайову раду (до кінця 1920 відбулися три її сесії) та Український далекосхідний секретаріат (діяв як виконавчий орган протягом 1918—22). За рішенням з'їзду були створені 10 українських окружних рад. Друга сесія Української далекосхідної крайової ради ухвалила конституцію національно-культурної автономії (самоврядування) українців на Далекому Сході. 16 липня 1917 у Харбіні відбувся з'їзд українців Маньчжурії, який обрав Маньчжурську українську окружну раду на чолі з лікарем І. Мозолевським. У цей період діяла широка мережа громадських та кооперативних організацій («Просвіта», «Чумак», «Хлібороб», «Гайдамака»). Видавалися газети й журнали: «Українець на Зеленому Клині», «Щире слово», «Громадська думка», «Українська думка» (усі у Владивостоці), «Ранок», «Нова Україна», «Хвилі України» (Хабаровськ), «Засів» (Харбін) тощо. Весною — літом 1917 заходами голови військової секції Маньчжурської української окружної ради П. Твардовського під гаслом допомоги Україні були сформовані 2 українських сотні: в Харбіні — імені Т.Шевченка, яка підлягала окружній раді, та на станції Хайлар (нині Китай). Перша сотня виїхала в Україну в червні 1917 з Владивостока, друга — восени з Харбіна. Наприкінці 1918 почалося формування військових частин, що мали на меті захист українських інтересів на Далекому Сході. Під час інтервенції військ Антанти на територію російського Далекого Сходу вживалися заходи щодо формування українського корпусу, які, однак, не були реалізовані. Лише 1920 року у Владивостоці деякий час існував український курінь. Спроба сформувати на станції Ехо в Маньчжурії український полк не мала позитивного результату.

#### 1917-1922
Українська Держава призначила своїм консулом на Далекому Сході П.Твардовського, а головам місцевих українських окружних рад надала консульські повноваження «по захисту прав та інтересів українських громад у Московщині». Проте військово-політична ситуація, що склалася тоді, не сприяла вирішенню проблем українців на Далекому Сході. Лише в період існування Далекосхідної республіки (1920—22), конституція якої гарантувала всім національностям національну автономію, при Міністерстві національних справ ДСР 4 травня 1921 у місті Чита створено спеціальний український відділ, заходами якого почали відкриватися українські школи. Перші школи відкрито на станції Хілок (нині на території Читинської обл.), у містах Верхнєудінськ, Чита, Борзя, Благовєщенськ, Свободний, Хабаровськ. Станом на 1921 у Хабаровському повіті діяло 22 українські школи, а в Амурській губернії — 9 (збільшенню їх кількості перешкоджала нестача викладачів та підручників). Після ліквідації ДСР (1922) почалися масові арешти українських діячів: у Владивостоці заарештовано П.Горового, Неділька-Борковського, К.Стрельбицького, Є.Геруцького, О.Корсуня, Д.Кисілева, Дубовика, Д.Нечипоренка, І.Смульського; в Читі — В.Козака, О.Кузурмана-Ященка, Г.Левченка, К.Тишкевича, Г.Катницького — загалом понад 120 осіб. Голову секретаріату Української далекосхідної крайової ради Ю.Глушка заарештували ще 5 листопада 1922, до проголошення радянської влади на території ДСР. Були розпущені й українські організації. 5—13 січня 1924 в Читі відбувся процес над діячами українського національного руху, яких звинуватили у зв'язках з японцями, намірах відірвати Далекий Схід від РСФРР і т. ін. 14 з них засудили на різні терміни позбавлення волі.

#### 1922-1931
Центром українського громадського життя на Далекому Сході після 1922 стала Маньчжурія, куди перебралося багато діячів з України та російського Далекого Сходу. Головним осередком громадського життя тут був Український національний дім, збудований у 1918—20 роках. Активно діяла українська православна парафія, що мала свою церкву. В червні 1935 створена Українська національна колонія — єдиний для всіх українців центр, що тривалий час залишався легальною організацією після заборони 1937 року японською військовою владою всіх інших українських товариств. У різні роки в Маньчжурії виходили: тижневики «Маньчжурський вісник» та «Українське життя», неперіодичний журнал «Вісті Української національної колонії в Манджу-Го», журнал та газета «Далекий Схід», підпільні неперіодичні видання «Сурма» та «Листи з Далекого Сходу», журнал «Засів», місячник «Вимоги життя», часописи «Шанхайська громада» та «Український голос на Далекому Сході» тощо. Осередки організованого громадського життя українців на території Маньчжурії перестали існувати зі вступом туди в 1945 році військ Червоної армії, а в інших районах Китаю — на початку 1949, перед падінням влади Гоміндану. Більшість активних членів українських громад були заарештовані й засуджені на різні терміни позбавлення волі, а Ю.Рой та І.Шлендик — до страти. Ті, хто належав до українських громад у Тяньцзіні, Циндао і Шанхаї, а також деякі інші українці евакуювалися спочатку на Філіппіни, а звідти до Австралії, Аргентини, Канади та США.

#### 1931-1933
Під час проведення ВКП(б) 1931—32 у Далекосхідному краї РСФРР політики українізації постановою президії Далькрайвиконкому «Про практичне проведення українізації» від 20 березня 1931 передбачалося в 6 районах Далекосхідного краю з найбільш високою часткою українського населення до 1 жовтня 1931 перевести на українську мову все офіційне діловодство, а також роботу культурно-освітніх установ у цих районах. Ще 7 районів були названі районами часткової українізації, тут для обслуговування українського населення рідною мовою створювалися спеціальні бюро для перекладу при відповідних райвиконкомах та господарських організаціях.
Постановою президії Далькрайвиконкому від 10 червня 1931 затверджено план українізації культурно-освітніх установ Далекосхідного краю, який передбачав українізацію в 13 районах 809 шкіл 1-го ступеню, які охоплювали 86,2 % українських дітей шкільного віку; 6 груп фабрично-заводських семирічок, 42 групи денних шкіл колгоспної молоді та 24 вечірніх, 309 дошкільних установ, 209 хат-читалень та 26 бібліотек. Мало організуватися українське відділення при Благовєщенському агропедінституті. Зважаючи на брак українських кадрів та української літератури, президія Далькрайвиконкому звернулася до ВУЦВК з проханням організувати шефство над районами Далекосхідного краю. 10 серпня 1931 Секретаріат ВУЦВК із метою «заснувати систематичні зв'язки з українською трудящою людністю Далекого Сходу й допомогти далекосхідним організаціям в обслуговуванні її українською мовою» ухвалив взяти над 9-ма українськими районами ДС культурне шефство. У 1931 році створено крайовий Український державний пересувний театр, який працював у місцях найкомпактнішого проживання українського населення — від міста Свободний на Амурщині до міста Нікольськ-Уссурійський на Приморщині. Українізація Далекосхідного краю суттєво активізувалася 1932, коли головою Далькрайвиконкому був призначений П.Буценко, колишній секретар ВУЦВК. Він особисто очолив Крайову комісію з українізації, яка керувала цією роботою в краї.
Від березня 1932 року в Хабаровську почала виходити крайова україномовна газета «Соціалістична перебудова». Від 1 травня 1932 українською мовою мали перекладатися районні газети Спаського («Приханкайська правда»), Черніговського («Черніговський колгоспник»), Завітінського («Колгоспна  праця»), Калінінського («Боротьба»), Александровського («Смичка») та Шмаковського («Штурм»); від 1 липня 1932 — Ханкайського («Ханкайський ударник»), Яковлєвського та Івановського («Колгоспник Примор'я») районів. Однак вказаних строків перекладу цих газет українською мовою не завжди дотримувалися, і тому лише деякі матеріали виходили друком українською. Строки остаточного переходу на обслуговування українських районів українською мовою постійно змінювалися. Постановою президії Далькрайвиконкому від 9 серпня 1932 затверджено рішення крайової комісії з українізації від 13 лютого 1932 про переведення з 1 липня 1932  на  повну  українізацію  3-х районів часткової українізації на Приморщині, де українці становили більшість населення. Крім того, суттєві зміни мали статися в галузі освіти. Однак цим планам не судилося збутися. Згідно з постановою ЦК ВКП(б) від 14 грудня 1932, усі українські культурно-освітні установи на терені РСФРР були ліквідовані.

#### Відродження 1990-х років
Початок нового етапу відродження українського суспільно-культурного життя на Далекому Сході датований початком 1990-х рр. Перші українські організації на Далекому Сході того періоду виникли в містах Спаськ-Дальній та Владивосток і формувалися незалежно одна від одної. Станом на 1994 на Далекому Сході діяло 11 українських товариств. Товариства відродили традицію щорічного проведення Шевченківських свят, відзначають українські релігійні та громадсько-політичні (День злуки, День незалежності тощо) свята. Пік діяльності товариств припав на 1992—93. У цей період відновила свою діяльність газета «Українець на Зеленому Клині» (вийшло 5 чисел), працювали недільні українські школи, створено більшість хорових колективів; у березні 1993 у Владивостоці за участю представників українських товариств із Приморського, Хабаровського країв і Сахалінської області пройшов 5-й Далекосхідний з'їзд українців. Од листопада 2000 виходить газета «Батьківщина. Україна, моя Україна» (засновник — Національно-культурна автономія українців Камчатки). Представники українських товариств Далекого Сходу брали участь у роботі 1-го Конгресу українців колишнього СРСР та 3-х Всесвітніх форумів українців. У 1992—94 роках на Далекому Сході працювали офіційні представники товариства «Україна» (А.Попок — 1992—93; Н.Фоміна — 1993—94). Нині діяльність українських організацій регіону полягає переважно у виступах хорових колективів.